# Pseudagrion guichardi
Pseudagrion guichardi är en trollsländeart som beskrevs av Douglas E. Kimmins 1958. Pseudagrion guichardi ingår i släktet Pseudagrion och familjen dammflicksländor. IUCN kategoriserar arten globalt som sårbar. Inga underarter finns listade i Catalogue of Life.